# AmerisourceBergen
AmerisourceBergen là một công ty kinh doanh dược phẩm Mỹ được thành lập bởi sự hợp nhất của hai công ty Bergen Brunswig và AmeriSource vào năm 2001. Công ty cung cấp, phân phối thuốc và các dịch vụ liên quan được thiết kế để giảm chi phí và cải thiện tình trạng của bệnh nhân, các sản phẩm chăm sóc sức khỏe không cần kê đơn (OTC) và các thiết bị và dụng cụ chăm sóc sức khỏe tại nhà, trang bị cho nhiều nhà cung cấp dịch vụ chăm sóc sức khỏe trên khắp Hoa Kỳ, bao gồm các bệnh viện và hệ thống y tế, các nhà thuốc bán lẻ, bác sĩ, phòng khám, cũng như các trung tâm điều dưỡng.
AmerisourceBergen là công ty dẫn đầu thị trường trong lĩnh vực phân phối dược phẩm, với thị phần khoảng 20% số dược phẩm được bán và phân phối tại Mỹ và đứng thứ 12 trong danh sách Fortune 500 năm 2018 với doanh thu hàng năm hơn 153 tỷ USD. Là công ty là công ty lớn nhất về doanh thu có trụ sở tại Pennsylvania.

## Tài chính
Trong năm tài chính 2017, AmerisourceBergen đã báo cáo lợi nhuận 364 triệu đô la Mỹ, với doanh thu hàng năm là 153.144 tỷ đô la Mỹ. Cổ phiếu của AmerisourceBergen được giao dịch ở mức trên 84 đô la một cổ phiếu và vốn hóa thị trường của nó được định giá hơn 18,9 tỷ đô la Mỹ vào tháng 10 năm 2018.
| Năm  | Doanh thu triệu USD | Thu nhập ròng triệu USD | Tổng tài sản triệu USD | Giá mỗi cổ phiếu USD | Nhân viên |
| ---- | ------------------- | ----------------------- | ---------------------- | -------------------- | --------- |
| 2005 | 54,577              | 265                     | 11.381                 | 14,19                |           |
| 2006 | 60.812              | 468                     | 12.784                 | 18,46                |           |
| 2007 | 65.672              | 469                     | 12.310                 | 20,52                |           |
| 2008 | 70.190              | 251                     | 12.218                 | 16,87                |           |
| 2009 | 71.760              | 503                     | 13,573                 | 17,36                |           |
| 2010 | 77.776              | 637                     | 14,435                 | 26,66                |           |
| 2011 | 78.696              | 707                     | 14.983                 | 34,55                |           |
| 2012 | 78.081              | 719                     | 15,442                 | 35,15                |           |
| 2013 | 87.959              | 434                     | 18.919                 | 52,44                | 13.000    |
| 2014 | 119,569             | 274                     | 21,532                 | 69,98                | 14.000    |
| 2015 | 135.962             | 38138                   | 27.963                 | 98,73                | 17.500    |
| 2016 | 146.850             | 1.428                   | 33.638                 | 80,03                | 19.000    |
| 2017 | 153.144             | 364                     | 35.316                 | 84,25                | 20.000    |